# Im Sommerwind
Im Sommerwind: Idyll für großes Orchester (Dans le vent d'été : idylle pour grand orchestre)  est un poème symphonique pour orchestre d'Anton Webern.

## Histoire
Elle a été composée durant l'été de 1904, alors que le compositeur est étudiant à l'université de Vienne. Elle est écrite dans une esthétique post-romantique, et se fonde d'abord sur un poème de Bruno Wille tiré de son recueil de 1890 Einsiedler und Genosse (Ermite et Camarade), avant de s'inspirer d'un recueil plus récent, Offenbarungen des Wacholderbaums (Révélations d'un genévrier, publié en 1901).
Cette œuvre de jeunesse était restée inconnue, et ne fut retrouvée dans les affaires du compositeur qu'en 1961, par le musicoloque Hans Moldenhauer.
Elle est jouée pour la première fois le 25 mai 1962 par l'Orchestre de Philadelphie sous la direction d'Eugene Ormandy.
L'exécution de l'œuvre dure entre douze et quinze minutes.